# رون هاربر (ممثل)
رون هاربر (بالإنجليزية: Ron Harper)‏ هو ممثل أمريكي، ولد في 12 يناير 1933 في تورتله كريك في الولايات المتحدة.

## أعمال

### مسلسلات
- عالم آخر

## وصلات خارجية
- رون هاربر على موقع IMDb (الإنجليزية)
- رون هاربر على موقع تيرنر كلاسيك موفيز (الإنجليزية)
- رون هاربر على موقع قاعدة بيانات برودواي على الإنترنت (الإنجليزية)
- رون هاربر على موقع إن إن دي بي (الإنجليزية)
- رون هاربر على موقع قاعدة بيانات الفيلم (الإنجليزية)